# Antonio Poggi
Pour les articles homonymes, voir Poggi.
Antonio Poggi, né à Castel San Pietro Terme en 1806 et mort à Bologne le 15 avril 1875, est un ténor lyrique, grand interprète du romantisme Italien.

## Biographie
Élève du ténor Andrea Nozzari (1775-1832), Antonio Poggi a créé les rôles de :
- Roberto dans Torquato Tasso (1833, Teatro Valle de Rome) de Gaetano Donizetti ;
- Ghino dans Pia de' Tolomei (1837, Teatro Apollo de Venise) de Gaetano Donizetti ;
- Charles VII dans Giovanna d'Arco (1845, Scala de Milan) de Giuseppe Verdi[1].

Il était marié à la soprano Erminia Frezzolini (1818-1884).
Il a acheté en 1840 le Palazzo Grassi à Venise, pour le revendre presque aussitôt, et en mai 1849, la Villa Spada à Bologne.